# Гормаш, Вячеслав Константинович
Вячеслав Константинович Гормаш (11 декабря 1975, Витебск) — белорусский футболист, нападающий и полузащитник.

## Биография
Воспитанник витебского футбола. На взрослом уровне начал выступать в сезоне 1993/94 за местный «Локомотив» в высшей лиге Беларуси. В ходе того же сезона перешёл в другой городской клуб высшей лиги, КИМ (позже переименованный в «Двину»), и сыграв три матча, стал бронзовым призёром сезона 1993/94. Затем некоторое время играл во второй лиге за команду из Новополоцка, но к осени 1995 года вернулся в состав «Двины», с 1996 года команда стала носить название «Локомотив-96». Со своим клубом стал бронзовым призёром чемпионата страны 1997 года и обладателем Кубка Беларуси 1998 года. Сыграл один матч в Кубке обладателей кубков, проигранный болгарскому «Левски» 1:8.
В 2000 году выступал за «Гомель». В 2001 году перешёл в «Белшину», где провёл два сезона и стал чемпионом и обладателем Кубка Беларуси 2001 года. Принимал участие в матчах Лиги чемпионов и Кубка чемпионов Содружества. В 2003 году на один сезон вернулся в витебский «Локомотив», с которым стал победителем первой лиги. В 2004 году снова играл за «Белшину», но команда заняла последнее место и вылетела из высшей лиги. В последние годы карьеры играл в низших лигах за «Торпедо-Кадино» и «Осиповичи».
Всего в высшей лиге Беларуси сыграл 223 матча и забил 40 голов.
Выступал за молодёжную сборную Беларуси. 17 февраля 2001 года сыграл за сборную Беларуси в матче против Узбекистана, однако эта игра считается неофициальной.

## Достижения
- Чемпион Беларуси: 2001
- Бронзовый призёр чемпионата Беларуси: 1993/94, 1997
- Обладатель Кубка Беларуси: 1997/98, 2000/01
- Победитель первой лиги Беларуси: 2003